# Československé státní dráhy

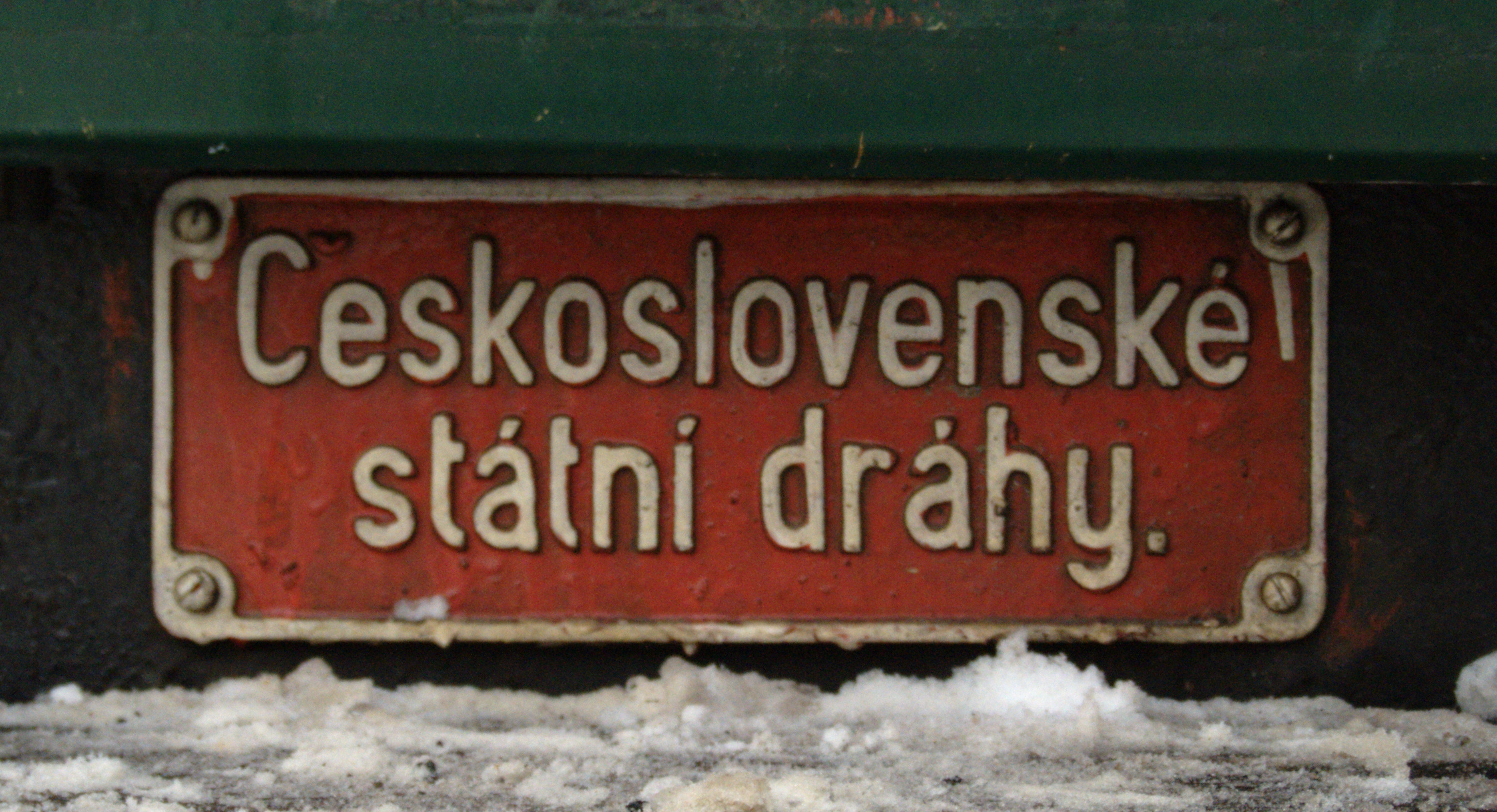

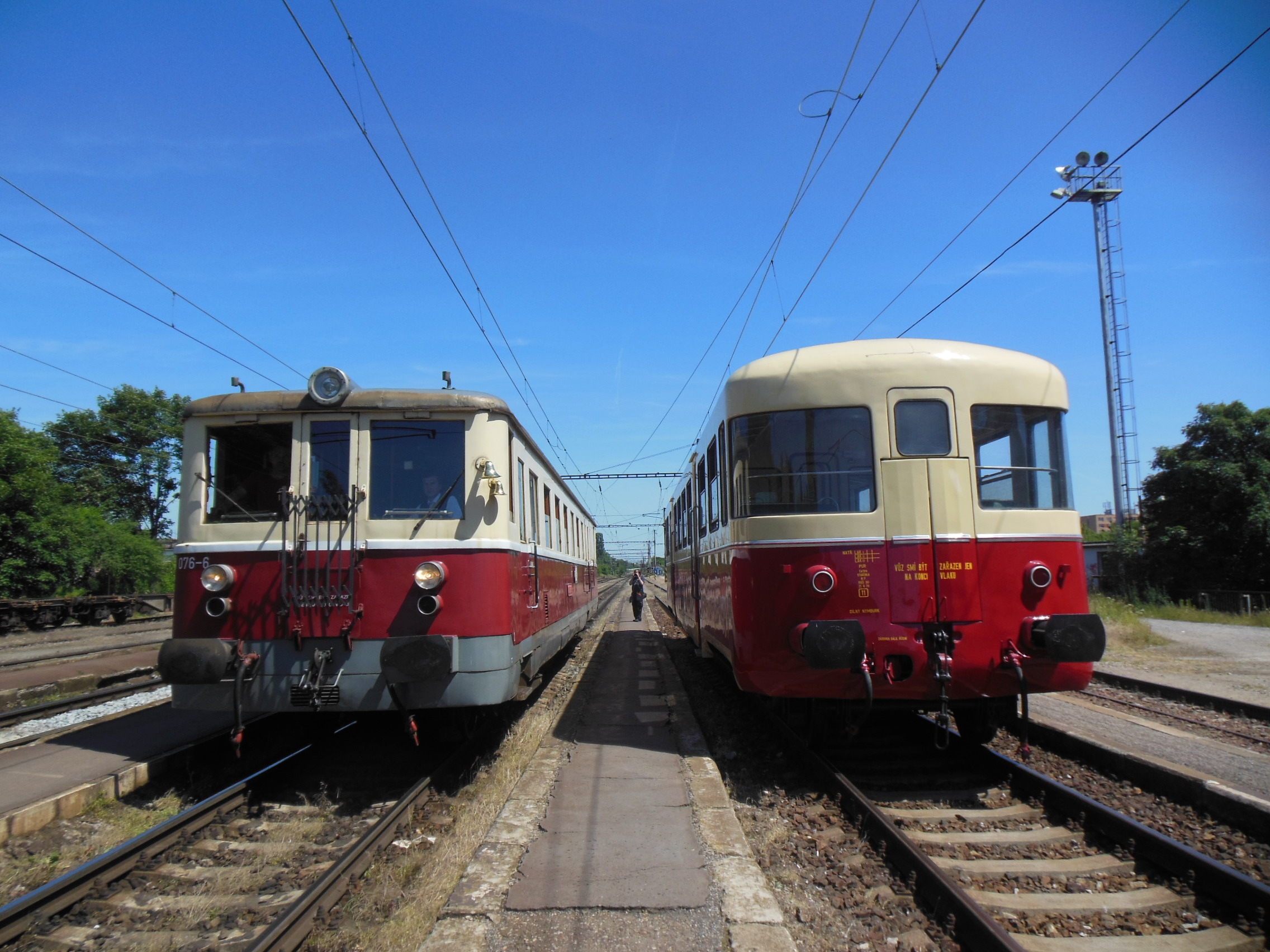
Tabor ČSD

Československé státní dráhy / Československé štátne dráhy (ČSD, pol. „Czechosłowackie Koleje Państwowe”) – przedsiębiorstwo kolejowe w Czechosłowacji w latach 1918–1939 i 1945–1992.

## Historia
Po rozpadzie państwa czechosłowackiego w 1939 koleje zostały podzielone pomiędzy Czechy i Morawy oraz Słowację: po stronie czeskiej utworzono Böhmisch-Mährische Bahn – Českomoravské dráhy (BMB-ČMD, pol. „Koleje Czesko-Morawskie”), a słowackiej – Slovenské železnice (SŽ, pol. „Koleje Słowackie”).
Po rozpadzie państwa czechosłowackiego w 1993 koleje zostały podzielone pomiędzy Czechy i Słowację: po stronie czeskiej utworzono České dráhy (ČD), a słowackiej – Železnice Slovenskej republiky (ŽSR).